# جزیره دورنوا
جزیره دورنِوا یک جزیره ساحلی در مجاورت ورودی خلیج میورتوی کولتوک (خلیج کمسومولتس پیشین) در شرق دریای کاسپین است. این جزیره در شمال شبه‌جزیره بوزاچی و ۴۱.۶ کیلومتری شمال توروم جای دارد.
جزیره دورنوا از نظر اداری متعلق به استان مین‌قشلاق کشور قزاقستان است.

## نقشه‌برداری
دورناوا احتمالاً همان جزیره‌ای است که در نقشه‌های نخستین دریای کاسپین با نام Ile des Cygnes (جزیره قو) وجود دارد. این جزیره نخستین بار توسط فدور ایوانوویچ سویمونوف در جریان سفر اعزامی به دریای کاسپین از ۱۷۱۹ تا ۱۷۲۷ میلادی این دریا را بررسی کرد پیدا شد.
|  |